# Șotrile (gmina)
Șotrile – gmina w Rumunii, w okręgu Prahova. Obejmuje miejscowości Lunca Mare, Plaiu Câmpinei, Plaiu Cornului, Seciuri, Șotrile i Vistieru. W 2011 roku liczyła 3328 mieszkańców.